# Дюпонт-сёркл (станция метро)
Дюпон-сёркл (англ. Dupont Circle) — подземная станция Вашингтонгского метро на Красной линии. Станция представлена двумя боковыми платформами. Станция обслуживается Washington Metropolitan Area Transit Authority. Расположена в районе Дюпон-сёркл между транспортным кольцом Дюпон, Коннектикут-авеню и 19-й улицей, Северо-Западный квадрант Вашингтона.
Пассажиропоток — 8.392 млн. (на 2010 год).
Поблизости к станции расположены Брукингский институт, Фонд Карнеги, Институт Ближнего Востока, Институт мировой экономики Петерсона, а также несколько памятников архитектуры и истории, парки.
Станция была открыта 17 января 1977 года.
Станция была открыта первой после введения в эксплуатацию 1-й очереди системы Вашингтонского метрополитена: линии из 5 станций — Фаррагут-Норт—Род-Айленд-авеню — Брентвуд.